# Hypsiboas curupi
Hypsiboas curupi är en groddjursart som beskrevs av Garcia, Faivovich och Célio F.B. Haddad 2007. Hypsiboas curupi ingår i släktet Hypsiboas och familjen lövgrodor. IUCN kategoriserar arten globalt som livskraftig. Inga underarter finns listade i Catalogue of Life.